# Xhevat Korça
Xhevat Korça (ur. 10 stycznia 1893 w Korczy, zm. 27 lipca 1959 w Burrelu) – albański polityk, historyk i językoznawca.

## Życiorys
Uczył się w greckojęzycznej szkole Zosimaia w Janinie, gdzie związał się z albańskim ruchem narodowym. W latach 1910–1911 wziął udział w powstaniu antyosmańskim, walcząc w oddziale dowodzonym przez Themistokli Gërmenjego. Naukę kontynuował na Uniwersytecie Wiedeńskim. Studia ukończył doktoratem z historii, poświęconym postaci Skanderbega. W 1922 powrócił do Albanii. W Szkodrze założył szkołę średnią, której był dyrektorem i w której uczył do 1924. W 1924 poparł przewrót Fana Noliego, a po jego upadku wraz z całą rodziną musiał uciekać z kraju. W latach 1925–1928 prowadził zajęcia z języka albańskiego na Uniwersytecie Belgradzkim, współpracując z językoznawcą Henrikiem Bariciem. Zamieszany w zabójstwo Ceno Kryeziu (towarzyszył w podróży zamachowcowi Alqivjadowi Bebi) musiał opuścić Królestwo SHS. W 1928 wyjechał do Wiednia, a stamtąd do Grazu, w 1936 przeniósł się do Rijeki. W czasie pobytu w Wiedniu zajmował się kwerendą i tłumaczeniem dokumentów austriackich związanych z historią Albanii.
W sierpniu 1939, już po inwazji włoskiej, powrócił do Tirany. W 1940 został deputowanym do pro-włoskiej Rady Państwa, w której zajmował się opracowaniem aktów legislacyjnych. W grudniu 1941 objął stanowisko ministra edukacji w rządzie Mustafy Kruji, które sprawował do 1943. Należał do grona założycieli Instytutu Studiów Albańskich (Instituti të Studimeve Shqiptare), działającego w Tiranie. W październiku 1943 został wybrany deputowanym z okręgu Korcza do nowego parlamentu pro-niemieckiego, ale nigdy nie objął mandatu.
16 listopada 1944 został aresztowany przez partyzantów komunistycznych, wraz z synem Gencim. W kwietniu 1945 stanął przed sądem wojskowym i został skazany na karę śmierci jako wróg ludu. Karę zamieniono później na dożywotnie więzienie, a Xhevata Korcę osadzono w więzieniu w Burrelu. W więzieniu rozpoczął strajk głodowy, domagając się poprawy warunków odbywania kary przez więźniów. Zmarł w trakcie strajku, pochowano go w masowym grobie przeznaczonym dla zmarłych więźniów.